# Évêché titulaire de Tacapae
Tacapae est le nom d'un diocèse de l'église primitive aujourd'hui désaffecté.
Son nom est utilisé comme siège titulaire pour un évêque chargé d'une autre mission que la conduite d'un diocèse contemporain.
Il est actuellement porté par Dieter Geerlings, évêque auxiliaire émérite de Münster.

## Situation géographique
Ce diocèse était situé dans la province de Tripolitaine en Libye.

## Liste des évêques contemporains titulaires de ce diocèse
| Début      | Fin        | Nat.               | Nom                        | Fonction exercée                       |
| ---------- | ---------- | ------------------ | -------------------------- | -------------------------------------- |
| 01/06/1915 | 27/06/1916 | Royaume-Uni        | Robert Brindle (en)        | Évêque émérite de Nottingham           |
| 07/07/1917 | 10/10/1930 | République Tchèque | Jan Sedlák (cs)            | Évêque auxiliaire de Prague            |
| 19/06/1931 | 20/12/1934 | Philippines        | Juan Gorordo (en)          | Évêque émérite de Cebu                 |
| 11/03/1935 | 14/09/1955 | France             | Louis Parisot              | Vicaire apostolique du Dahomey (Bénin) |
| 17/11/1956 | 21/05/1960 | Kenya              | Maurice Michael Otunga     | Évêque auxiliaire de Kisumu            |
| 27/12/1962 | 22/03/1965 | Sri Lanka          | Anthony de Saram (de)      | Évêque auxiliaire de Colombo           |
| 14/05/1975 | 07/07/1983 | Argentine          | Arsenio Raúl Casado (es)   | Évêque auxiliaire de Salta             |
| 18/02/1987 | 07/11/1991 | Espagne            | Braulio Sáez García (es)   | Évêque auxiliaire de Oruro (Bolivie)   |
| 18/10/1993 | 02/03/2010 | Ouganda            | Charles Martin Wamika (de) | Évêque auxiliaire de Tororo            |
| 31/05/2010 |            | Allemagne          | Dieter Geerlings           | Évêque auxiliaire de Münster           |